# Laura Richardson
Laura Jane Richardson(de soltera Strickland) (Kansas City, Misuri; 11 de diciembre de 1963) es una general retirada de cuatro estrellas del ejército de los Estados Unidos. Fue la comandante del Comando Sur de Estados Unidos desde el 29 de octubre de 2021 hasta el 7 de noviembre de 2024. Antes de eso, fue comandante general del Ejército Norte de los Estados Unidos desde julio de 2019 hasta septiembre de 2021.
Ascendida a brigadier general en 2011, sirvió en varios comandos en Fort Hood y como jefa de personal de comunicación en la Fuerza Internacional de Asistencia para la Seguridad en Afganistán. En junio de 2017, fue ascendida a teniente general y nombrada subcomandante general del Comando de las Fuerzas del Ejército de los Estados Unidos (FORSCOM). Se desempeñó como comandante interina de FORSCOM desde octubre de 2018 hasta marzo de 2019 y, el 8 de julio de 2019, se convirtió en la primera mujer designada para comandar el Ejército Norte de los Estados Unidos. Richardson fue nominada comandante del Comando Sur de los Estados Unidos por el presidente Joe Biden en marzo de 2021 y confirmado en este cargo por el Senado de los Estados Unidos el 11 de agosto. Tras ser ascendida el 18 de octubre de 2021, Richardson se convirtió en la segunda mujer en alcanzar el rango de general en el ejército de los EE. UU., así como en la tercera mujer en liderar un comando combatiente.

## Biografía
Es hija de Suzanne Strickland, una maestra y Darwin Jan Strickland, un médico.Richardson creció en Northglenn, Colorado, donde asistió a la escuela pública y se graduó de la Northglenn High School en 1982. Asistió al Metropolitan State College en Denver, donde obtuvo una licenciatura en psicología. Era nadadora All American y obtuvo su licencia de piloto a la edad de 16 años. Richardson se integró al ejército a través del programa del Cuerpo de Entrenamiento de Oficiales de Reserva del Ejército en 1986. 

### Oficial junior y de campo
Richardson fue comisionada en la Rama de Aviación del Ejército de los Estados Unidos en 1986 como segundo teniente.Richardson voló helicópteros Sikorsky UH-60 Black Hawk en la 128.a Compañía de Aviación.  Fue ascendida a primera teniente en 1988 y posteriormente fue oficial administrativa, oficial ejecutiva y líder de pelotón del 1.er Batallón del 501.º Regimiento de Aviación.Se transfirió a la 17.ª Brigada de Aviación como oficial asistente de logística en 1989 y sirvió en Corea del Sur antes de regresar al 501.º Regimiento de Aviación como oficial de personal en el 4.º Batallón en 1990.Richardson estuvo al mando del Cuartel General y de la Compañía del Cuartel General, 4.º Batallón desde septiembre de 1990 a septiembre de 1991, y fue ascendida a capitán en marzo de 1991.
Richardson asistió al Curso Avanzado para Oficiales de Aviación en Fort Rucker en 1991-1992, asumiendo el mando de la Compañía B, 1.er Batallón, 158.o Regimiento de Aviación en julio de 1992. Posteriormente fue oficial de personal del batallón. En 1995-96 fue entrenadora en el Programa de Entrenamiento de Comando de Batalla en Fort Leavenworth antes de pasar un año como estudiante en la Escuela de Comando y Estado Mayor del Ejército. Ascendida a comandante en marzo de 1997, Richardson se convirtió en oficial de operaciones y luego en oficial ejecutiva del 9.º Batallón, 101.º Regimiento de Aviación.
Richardson sirvió como asistente militar del vicepresidente Al Gore entre febrero de 1999 y enero de 2001. Ese año fue ascendida a teniente coronel y se convirtió en oficial adjunta de operaciones de la 101.ª División Aerotransportada. Desde julio de 2002 hasta mayo de 2004, Richardson fue comandante del 5.º Batallón del 101.º Regimiento de Aviación y sirvió en esa unidad en la Operación Libertad Iraquí. Durante ese tiempo, apareció en la portada de la edición del 24 de marzo de 2003 de la revista Time.Fue planificadora de campaña del Ejército junto con el subjefe de personal de operaciones y planes de 2004 a 2006. En 2007, obtuvo una Maestría en Ciencias de la Facultad Industrial de las Fuerzas Armadas de la Universidad de Defensa Nacional en Fort McNair. Ascendida a coronel, fue comandante de la guarnición del ejército en Fort Myer hasta octubre de 2009, cuando fue nombrada jefe de la división de enlace del Senado de los Estados Unidos para el Secretario del Ejército.

### Oficial general

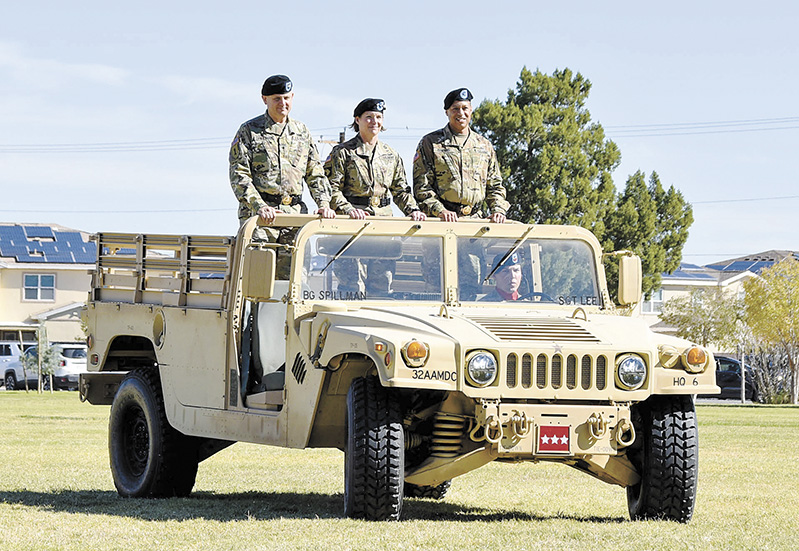
Richardson (centro) en un Humvee, durante su mandato como comandante de FORSCOM, 14 de noviembre de 2018.

En julio de 2011, Richardson fue ascendida a general de una estrella y nombrada comandante general del Comando de Pruebas Operacionales en Fort Hood.Posteriormente fue nombrada subcomandante general de apoyo a la 1.ª División de Caballería en Fort Hood, cargo que dejó en 2013 para convertirse en subjefe de personal de comunicación de la Fuerza Internacional de Asistencia para la Seguridad en Afganistán. Richardson regresó a los Estados Unidos después de un año y se convirtió en jefe de enlace legislativo con la Oficina del Secretario del Ejército como general de división.
En junio de 2017, Richardson fue ascendida a teniente general y nombrada subcomandante del Comando de las Fuerzas del Ejército de los Estados Unidos (FORSCOM), en sustitución del teniente general Patrick J. Donahue II, que se retiraba.Fue nombrada por el comandante de FORSCOM, general Robert B. Abrams. Su nombramiento fue confirmado por el Senado de Estados Unidos y la convirtió en la primera mujer en ocupar oficialmente el cargo (la mayor general Jody J. Daniels había actuado como diputada durante la semana anterior al nombramiento de Richardson). En octubre de 2018, Abrams dejó FORSCOM para una nueva asignación y Richardson fue nombrada comandante interina, la primera mujer en dirigir la organización.Al anunciar el nombramiento, el Jefe de Estado Mayor del Ejército, Mark Milley, indicó que Richardson podría esperar ser el comandante interina durante varios meses y que se estaba considerando para una asignación permanente al puesto. Continuó sirviendo como comandante interina hasta que el general Michael X. Garrett asumió el mando en marzo de 2019.

### Comandante del Ejército Norte de EE.UU.
En abril, Richardson fue nominada para ser la primera mujer comandante del Ejército Norte de los Estados Unidos (ARNORTH).Asumió el mando de ARNORTH el 8 de julio de 2019.
Durante la gestión de Richardson, el ARNORTH apoyó la misión de evacuados afganos de la Operación Aliados de Bienvenida. El ARNORTH también participó en la respuesta del gobierno federal a la pandemia de COVID-19, así como en la ayuda en casos de desastres naturales, incluidas las operaciones de extinción de incendios forestales en el norte de California.

### Comandante del Comando Sur de EE. UU.

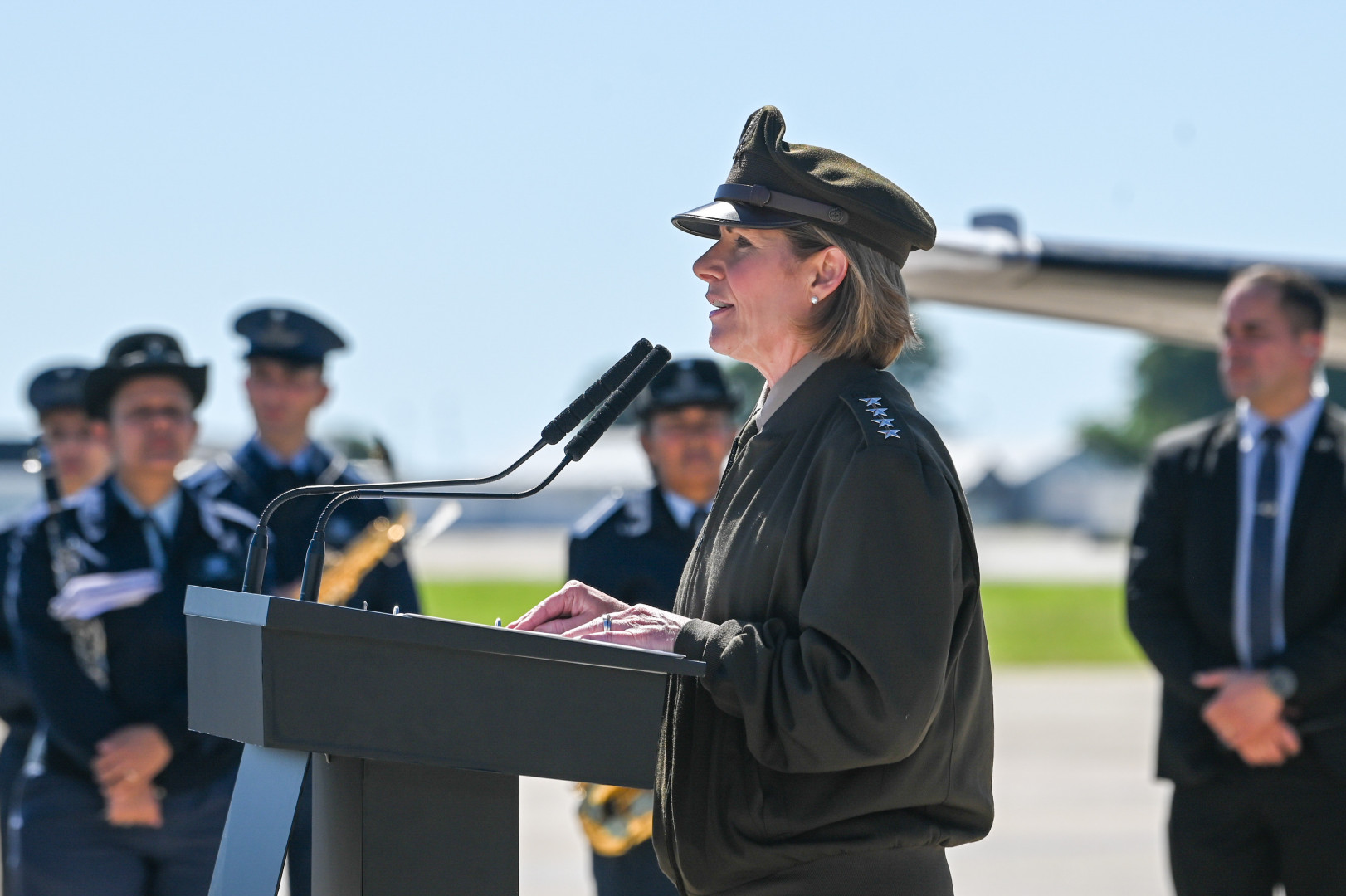
Richardson en una actividad oficial en Argentina, 5 de abril de 2024.

El 6 de marzo de 2021, el secretario de Defensa, Lloyd Austin, anunció que el presidente Biden nominó a Richardson para convertirse en comandante del Comando Sur de los Estados Unidos. Su nominación fue enviada al Senado el 5 de marzo de 2021 y las audiencias se celebraron el 3 de agosto de 2021.
En su audiencia de nominación, Richardson manifestó su compromiso de fortalecer el enfoque de SOUTHCOM hacia la cooperación en materia de seguridad y garantizar que Estados Unidos siga siendo el socio preferido en la región, así como garantizar que SOUTHCOM desempeñe su papel en el apoyo al esfuerzo del gobierno para distribuir vacunas contra el COVID-19 a los países socios. Añadió que se centraría en ampliar los esfuerzos de cooperación en materia de seguridad y los ejercicios multilaterales del comando, priorizaría los intercambios internacionales de educación y entrenamiento militar y continuaría trabajando con el Congreso y el Departamento de Defensa para aumentar los niveles de interoperabilidad y la integración global. Fue confirmada por votación unánime el 11 de agosto de 2021.
La ceremonia de cambio de mando tuvo lugar el 29 de octubre de 2021, y su predecesor, el almirante Craig S. Faller, se retiró tras 38 años de servicio.

## Vida personal
Richardson está casada con el teniente general retirado James M. Richardson, quien fue subcomandante de desarrollo de combate en el Army Futures Command. Tienen una hija.